# 백양사역
백양사역(Baegyangsa station, 白羊寺驛)은 전라남도 장성군 북이면 사거리에 위치한 호남선의 철도역이다.

## 역사
- 1914년 1월 11일 : 사거리역(四街里驛)이라는 역명의 배치간이역으로 영업 개시[1]
- 1917년 2월 1일 : 화물 취급 개시[2]
- 1919년 12월 30일 : 보통역으로 승격
- 1950년 6월 30일 : 역사 소실
- 1957년 7월 18일 : 역사 준공
- 1967년 1월 20일 : 백양사역으로 개칭[3]
- 1987년 9월 1일 : 현재의 역사 준공
- 1993년 4월 10일 : 소화물 취급 중지[4]
- 2007년 11월 1일 : 화물 취급 중지[5]
- 2016년 12월 9일 : 누리로 운행개시
- 2020년 3월 1일 : 누리로 운행 종료
- 2020년 3월 2일 : 태백선 누리로 운행으로 호남선 1421, 1424, 1425,1426열차는 무궁화호로 변경 운행 개시
- 2023년 9월 1일 : ITX-새마을 정차 개시

## 승강장
| ↑정읍           |
| ４３ \| ２１ \| |
| 장성↓           |

| 1 | 호남선 | 사용하지 않음                                  |
| 2 | 호남선 | 목포 · 순천 · 광주 방면                        |
| 3 | 호남선 | 용산 · 영등포 · 안양 · 수원 · 평택 · 천안 방면 |
| 4 | 호남선 | 사용하지 않음                                  |

## 인접한 역
| 호남선         | 호남선            | 호남선              |
| -------------- | ----------------- | ------------------- |
| 정읍 용산 방면 | ITX-새마을 광주선 | 장성 광주 방면      |
| 정읍 용산 방면 | 무궁화호 호남선   | 장성 목포·광주 방면 |